# Colisión en el aire de Yújnov de 1969
La colisión en el aire de Yukhnov de 1969 ocurrió cuando un Ilyushin Il-14M, que operaba como el vuelo 831 de Aeroflot, un vuelo de pasajeros nacional soviético programado desde el aeropuerto de Moscú-Bykovo al aeropuerto de Simferopol en Crimea, colisionó en el aire el 23 de junio de 1969 con un Antonov An-12BP de la Fuerza Aérea Soviética sobre el raión de Yújnov de la óblast de Kaluga, en la RSFS de Rusia de la Unión Soviética. Los 120 ocupantes de ambos aviones murieron en el accidente.
Fue el desastre aéreo más grave de 1969.

## Aeronaves involucradas

### Vuelo 831 de Aeroflot
El avión que operaba el vuelo 831 de Aeroflot era un Ilyushin Il-14M registrado CCCP-52018 a la división de Ucrania de Aeroflot. En el momento del accidente, la aeronave tenía 24.653 horas de vuelo. Cinco miembros de la tripulación y 19 pasajeros iban a bordo del vuelo 831. La tripulación de la cabina incluía al capitán Georgy Pavlenko y al copiloto Viktor Pavlovich Buyanov.

### Antonov An-12BP de la Fuerza aérea soviética

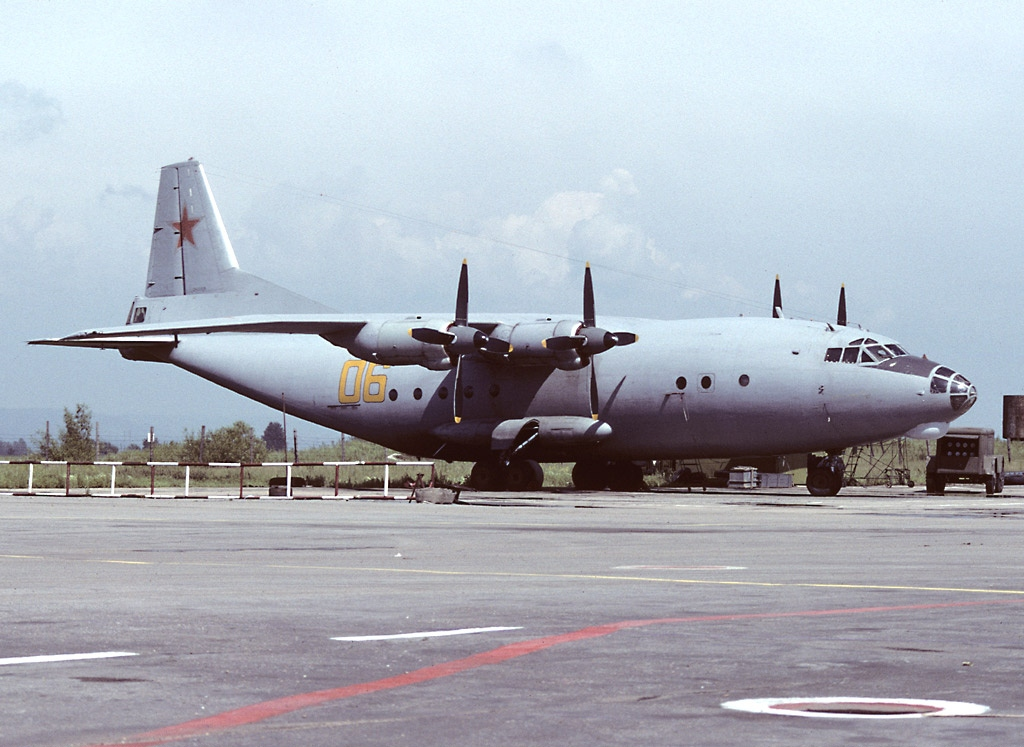
Antonov An-12BP, similar al involucrado en la colisión.

El Antonov An-12 perteneciente a la Fuerza Aérea Soviética que estuvo involucrado en el accidente (indicativo 08525) formaba parte de una formación de cuatro aviones que demostraban maniobras de vuelo tácticas al Ministro de Defensa, Andrei Grechko. Dos de las aeronaves transportaban equipo; los otros dos, incluido el involucrado en el accidente, transportaban paracaidistas de la 7ª División de Asalto Aéreo de la Guardia de la Montaña. Cinco miembros de la tripulación de vuelo y 91 paracaidistas estaban a bordo de la aeronave, todos los cuales murieron en el accidente. La tripulación de la cabina estaba formada por los siguientes pilotos: el mayor Alexei Ryabtsev, el teniente menor Vladimir Priplov y el capitán Nikolai Mikhailovich Maslyuk.

## Accidente
A las 13:25, el An-12 involucrado en el accidente (indicativo 08525) despegó de la base aérea de Kėdainiai, y fue el último de una formación de cuatro en despegar. Los cuatro An-12 despegaron en intervalos de 8 a 10 minutos y mantuvieron altitudes entre 3.000 y 3.600 m (9.800 y 11.800 pies).
A las 14:07, el Ilyushin Il-14 despegó del aeropuerto de Bykovo y ascendió a la altitud asignada de 2700 m (8900 pies).
A las 14:40:55 la tripulación del Il-14 se puso en contacto con el control de tráfico aéreo y solicitó permiso para ascender a 3.300 m (10.800 pies) debido a las fuertes turbulencias y los cúmulos. Debido a los An-12 a 3.000 m (9.800 pies), el controlador en cambio ofreció otorgar permiso para que el vuelo descendiera a 2.700 m (8.900 pies), pero los pilotos del Il-14 rechazaron la oferta porque la turbulencia puede ser peor a menor altitud.
A las 14:50:17 el An-12 pasó sobre Yukhnov y fue cambiado a otro controlador y confirmó que estaban a una altitud de 3.000 m (9.800 pies).
A las 14:52 los dos aviones chocaron sobre Yukhnov. El An-12 tenía un rumbo de 106-121 ° con una velocidad de 500-529 km / h (311-329 mph; 270-286 kN); el Il-14 tenía un rumbo de 235-245 ° con una velocidad de 324-360 km / h (201-224 mph; 175-194 kn) h. El avión golpeó primero las puntas de las alas; luego, el morro del An-12 chocó con el estabilizador horizontal derecho del Il-14. El An-12 perdió los motores del ala derecha,lo que hizo que la aeronave girara hacia el suelo. El Il-14 perdió parte del ala derecha y la parte superior del fuselaje. El An-12 se estrelló en un campo cerca del pueblo de Vypolzovo y el Il-14 se estrelló cerca del pueblo de Trinity. La aeronave cayó aproximadamente a 3.800 m (12.500 pies) de distancia entre sí. Las 120 personas a bordo de ambos aviones fallecieron.

## Causas
La investigación sobre el accidente encontró que los pilotos del Ilyushin Il-14 desobedecieron las instrucciones del control de tráfico aéreo y subieron a la altitud de 3.000 m (9.800 pies) para evitar las nubes y las turbulencias, donde volaba la formación de Antonov An-12. La colisión ocurrió a una altitud de 2.910-2.960 m (9.550-9.710 pies), el Il-14 debería haber estado volando a una altitud de 2.700 m (8.900 pies). También se encontró que los pilotos del An-12 tenían la culpa de volar ligeramente por debajo de su altitud asignada de 3.000 m (9.800 pies).

## Monumento conmemorativo

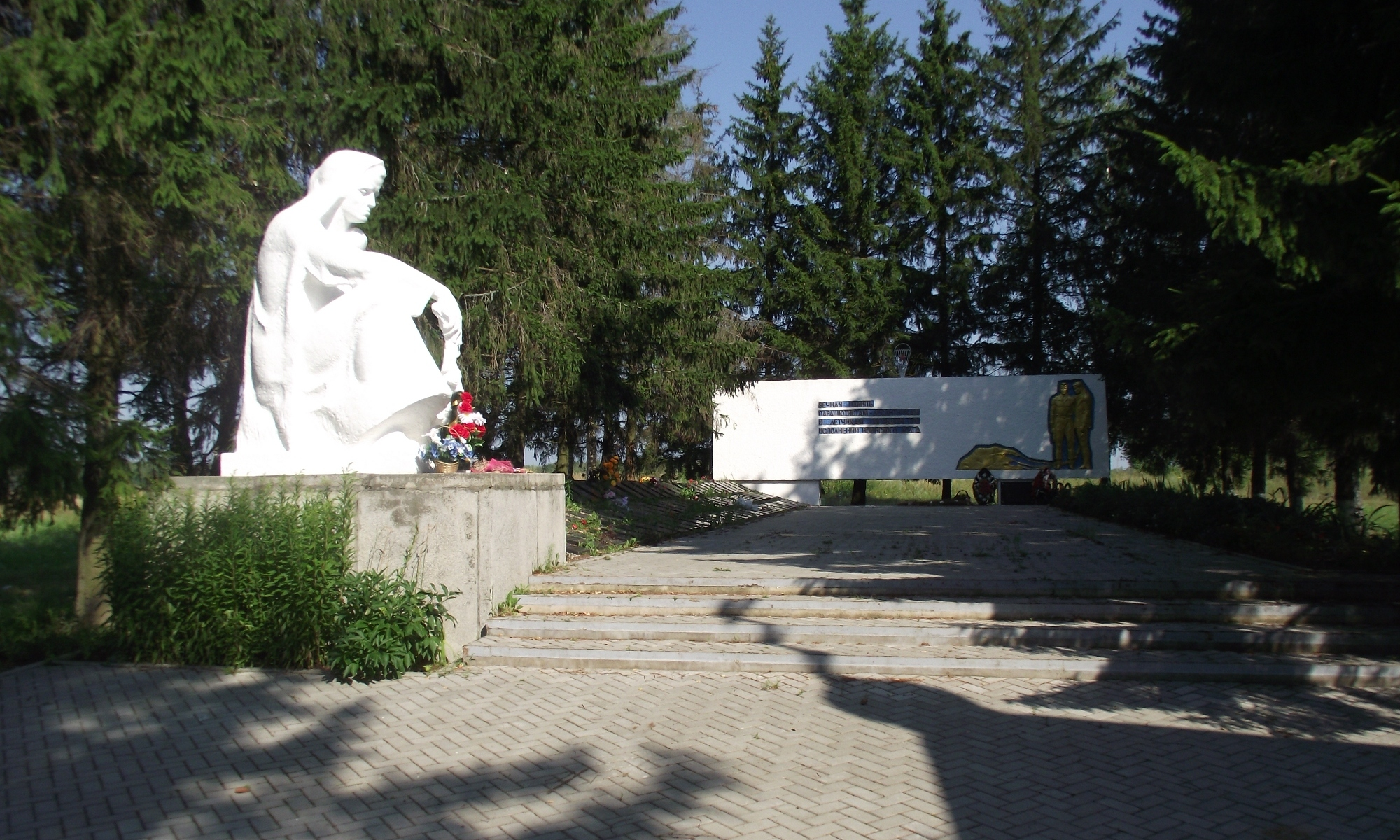
El monumento a los soldados caídos.

Vasily Margelov, comandante de las fuerzas aerotransportadas y general del ejército, decidió que se construiría un monumento en memoria de los soldados caídos. Se recaudó dinero para la construcción de un monumento a los soldados muertos. En total, se recolectaron 250 mil rublos. Un año después del desastre, el monumento se construyó en el lugar donde se estrelló el An-12. El monumento, diseñado por Yevgeny Vuchetich, representa a una madre arrodillada y un paracaidista y contiene la inscripción: Memoria eterna para los héroes-paracaidistas y pilotos. Junto al monumento hay una plataforma con 96 losas de mármol, cada una con el nombre de un soldado muerto en el accidente.
En el lugar del accidente del Ilyushin Il-14 hay un monumento a los pilotos y pasajeros.